# Caltignaga
Caltignaga is een gemeente in de Italiaanse provincie Novara (regio Piëmont) en telt 2447 inwoners (31-12-2004). De oppervlakte bedraagt 22,3 km², de bevolkingsdichtheid is 110 inwoners per km².

## Demografie
Caltignaga telt ongeveer 990 huishoudens. Het aantal inwoners steeg in de periode 1991-2001 met 6,0% volgens cijfers uit de tienjaarlijkse volkstellingen van ISTAT.
| Jaar | Inwoneraantal |
| ---- | ------------- |
| 1991 | 2212          |
| 2001 | 2345          |

## Geografie
Caltignaga grenst aan de volgende gemeenten: Bellinzago Novarese, Briona, Cameri, Momo, Novara, San Pietro Mosezzo.